# Golęciny
Golęciny – część wsi Ostrów w Polsce, położona w województwie świętokrzyskim, w powiecie kieleckim, w gminie Chęciny.
W latach 1975–1998 GFolęciny administracyjnie należały do województwa kieleckiego.